# Wallace & Gromit

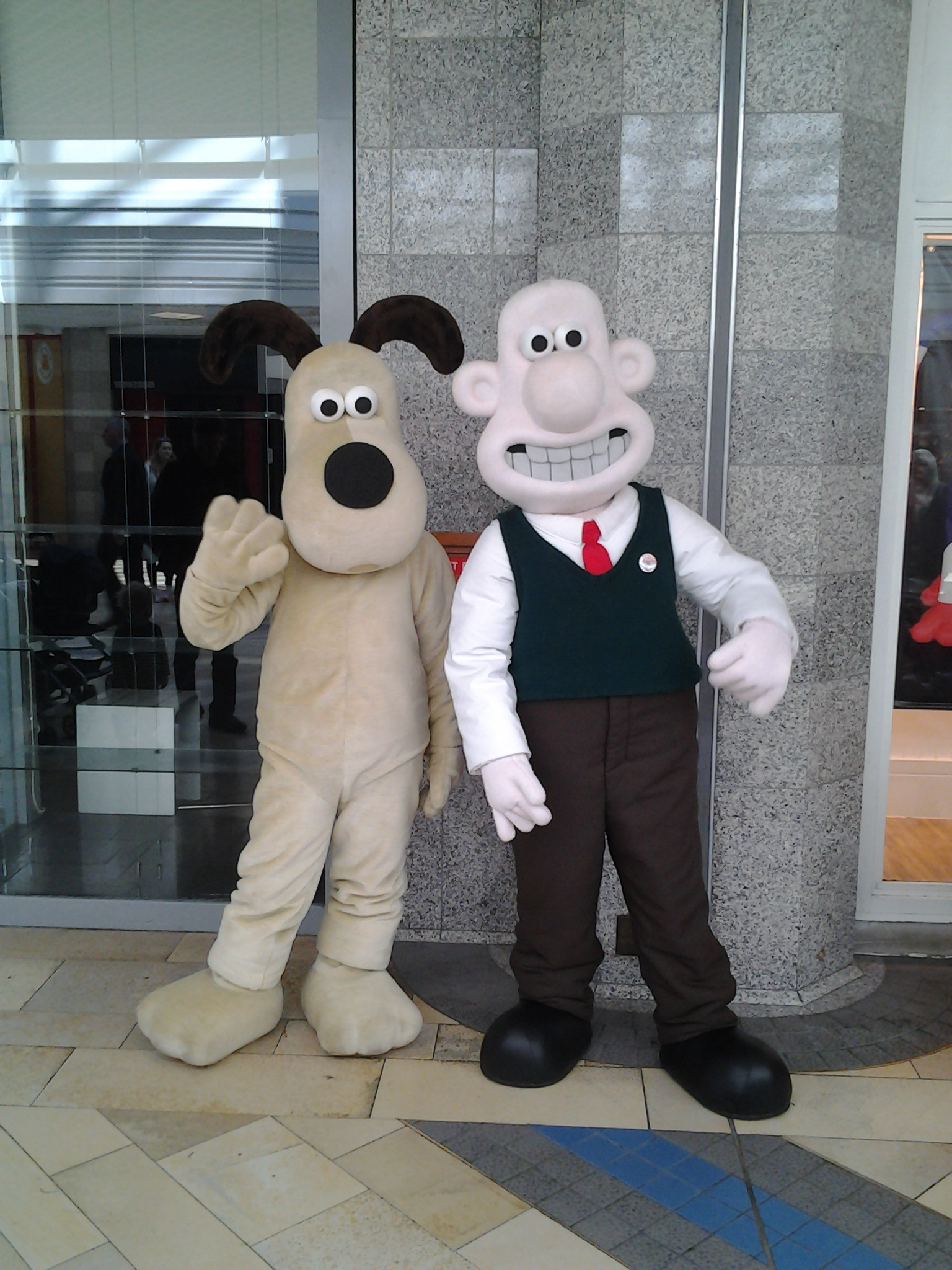
Van links naar rechts: Gromit en Wallace

Wallace & Gromit is een Britse franchise rond twee animatiefiguren van de filmmaker Nick Park uit de studio van Aardman Animations. De franchise is ontstaan uit een korte film genaamd A Grand Day Out en bestaat uit zes korte films (waarvan eentje een serie is van tien korte films), twee langspeelfilms,  drie televisieseries en een paar computerspellen

## Achtergrond
Park verzon de kleifiguren toen hij studeerde aan de film- en televisieacademie, maar zag geen kans om op eigen kracht een complete film te maken. Pas toen hij in 1985 in contact kwam met Aardman Animation, kon hij zijn film maken. Er wordt gebruikgemaakt van stop-motion om de films te maken.
Wallace is een maffe uitvinder, kaasliefhebber (vooral Wensleydale) en eigenaar van de hond Gromit. De makers van de film lieten hem gewoon "Wensleydale" zeggen omdat ze Wallace's mond op dat moment grappig vonden. Vaak blijkt de hond slimmer dan de baas. Wallace' stem werd door toneelacteur Peter Sallis ingesproken.

## Korte films

### A Grand Day Out (1989)
A Grand Day Out of voluit A Grand Day Out with Wallace and Gromit (Nederlandse titel:  Een heerlijk dagje uit) is een Britse klei-animatiefilm uit 1989 met een looptijd van 23 minuten, inclusief aan- en aftiteling.  Het filmpje werd in 1991 genomineerd voor een Oscar, nadat het hiervoor in 1990 al daadwerkelijk een BAFTA Award won.
Wallace en Gromit geraken er niet uit naar waar ze op vakantie gaan. Wanneer Wallace opeens opmerkt dat er geen kaas meer is, raakt hij in paniek. Kaas is namelijk zijn leven. Dus wil hij naar een plaats gaan waar er veel kaas is, ze gaan naar de maan. In deze kortfilm is de maan namelijk gemaakt van kaas. Hier beleven ze avonturen met een robotje.

### The Wrong Trousers (1993)
The Wrong Trousers of voluit Wallace & Gromit in The Wrong Trousers (Nederlandse titel: De verkeerde broek) is een Britse klei-animatiefilm uit 1993 met een looptijd van dertig minuten, inclusief aan- en aftiteling. Hij won tien filmprijzen, waaronder een Oscar  en een BAFTA Award.
Gromit is jarig en Wallace heeft als cadeau een nieuwe uitvinding genaamd "de technobroek". Dit is een broek waarmee Gromit zichzelf kan uitlaten. Deze controleert zijn benen, maar de broek sleurt hem de hele wijk door. Door die broek heeft Wallace echter geen geld meer om de rekeningen te betalen. Dus verhuurt Wallace zijn derde slaapkamer. De huurder blijkt een uiterst brutale pinguïn die Gromit probeert te vervangen. Dit lukt en Gromit gaat ervandoor. Dan blijkt de pinguïn de beruchte crimineel Feathers McGraw te zijn. Hij wil de technobroek met Wallace gebruiken om een diamant te stelen. Gromit moet alles op alles zetten om McGraw te stoppen.

### A Close Shave (1995)
A Close Shave of voluit Wallace & Gromit in A Close Shave (Nederlandse titel: Op een haar na of Aan een wollen draadje) is een Britse klei-animatiefilm uit 1995 met een looptijd van dertig minuten, inclusief aan- en aftiteling. De film won achttien filmprijzen, waaronder een Oscar en een BAFTA Award.
Het schaap Shaun ontsnapt uit een vrachtwagen en van de dood en belandt in het huis van Wallace en Gromit. Shaun blijft bij hen wonen. Er is ook een schapenmoordenaar actief in de stad. Wallace krijgt tevens ook een oogje op de wolverkoopster Wendolene Ramsbottom. Haar hond Preston echter blijkt een pestkop voor Gromit te zijn. Preston schuift zelfs Gromit de schuld in de schoenen van alle dode schapen. Wallace helpt echter Gromit te ontsnappen, want hij gelooft in zijn onschuld. Hierbij ontdekken ze gedeeltelijk onterecht dat Wendolene en Preston de schapenmoordenaars blijken te zijn. Vervolgens blijkt Preston eigenlijk de enige schuldige, want hij dwingt Wendolene. Gromit en Shaun moeten Wallace, Wendolene en de schapen redden.

### Cracking Contraptions (2002)
Cracking Contraptions is een serie van tien Wallace & Gromit-animaties uit eind 2002 die duren tussen 1 en 3 minuten. Ze werden eerst tegen betaling via het internet beschikbaar gemaakt, later werden ze uitgezonden op BBC One. Inmiddels zijn ze ook op dvd verschenen. Elke aflevering betreft een nieuwe uitvinding van Wallace en Gromits reactie daarop. De animaties zijn: Shopper 13, The Autochef, A Christmas Cardomatic, The Tellyscope, The Snowmanotron, The Bully Proof Vest, The 525 Crackervac, The Turbo Diner, The Snoozatron en The Soccamatic.

### A Matter of Loaf and Death (2008)
A Matter of Loaf and Death (Nederlandse titel: Een zaak van leven of brood) is een Britse klei-animatiefilm uit 2008 met een looptijd van negenentwintig minuten, inclusief aan- en aftiteling. Hij won twee filmprijzen, waaronder een BAFTA Award.
Er zijn de laatste tijd 12 bakkers vermoord. Wallace en Gromit hebben ondertussen ook een bakkerij genaamd "Top Bun". Wallace redt een voormalige pin-upgirl voor de Bake-O-Lite bread company (een bakkerij) genaamd Piella Bakewell en haar poedel Fluffles van een fietsongeluk. Wallace en Piella Bakewell krijgen een relatie en Gromit wordt ook verliefd op Fluffles. Piella vergeet echter haar tas en Wallace wil deze terugbrengen, maar het regent buiten. Dus dwingt hij Gromit om de tas naar Piella te brengen. Gromit ontdekt echter dat Piella de seriemoordenaar is omdat de taartjes van bakkers haar dik gemaakt hebben en dus haar carrière verwoest hebben. Ze wil bovendien ook Wallace als dertiende slachtoffer om haar bakkersdozijn te vervolledigen. Fluffles blijkt echter mishandeld te worden bij Piella en ze worden samen gevangengezet in een opslagruimte en Piella gaat naar Wallace. Vervolgens moeten Gromit en Fluffles Wallace redden.

### Jubilee Bunt-a-thon (2012)
Jubilee Bunt-a-thon is een korte film uit 2012 die één minuut duurt. Hij is gemaakt in samenwerking met de National Trust om het 60ste jubileum van Koningin Elizabeth II te vieren.  
De film gaat over de 2 karakters die zich klaarmaken voor de feestelijkheden van het jubileum. Ze moeten Trust Manor versieren met allerlei slingers. Uiteindelijk heeft Gromit alles al gedaan wanneer Wallace klaar is met zijn koffie.

## Langspeelfilm: The Curse of the Were-Rabbit (2005)

The Curse of the Were-Rabbit (Nederlandse titel: De vloek van het weerkonijn) is een Britse animatiefilm uit 2005. Het verhaal is een parodie op horrorfilms en er wordt naar diverse titels in dit genre verwezen. Daarnaast bevat de film diverse woordspelingen en verwijzingen naar onder meer de Thunderbirds. De productie won dertig prijzen, waaronder een Oscar voor beste animatiefilm van 2006, tien Annie Awards, twee BAFTA's en een British Comedy Award.

## Langspeelfilm: Vengeance Most Fowl (2024)
Vengeance Most Fowl (Nederlandse titel: De gevleugelde wraak) is een Britse stop-motionanimatiefilm uit 2024. En is ook een vervolg van de film, The Wrong Trousers (Nederlandse titel: De verkeerde broek) uit 1993.
Gromit maakt zich zorgen dat Wallace te afhankelijk wordt van zijn uitvindingen en dat blijkt terecht wanneer Wallace een "slimme" kabouter uitvindt die een eigen geest lijkt te ontwikkelen. Wanneer blijkt dat een wraakzuchtige figuur ook wel de pinguïn Feathers McGraw uit het verleden wel eens de oorzaak zou kunnen zijn, is het aan Gromit om deze sinistere krachten te bestrijden en zijn meester te redden.

## Televisieserie: Wallace and Gromit's World of Invention (2010)
World of Invention is een televisieserie uit 2010 bestaande uit 6 afleveringen met elk 30 minuten speelduur. Wallace kijkt hierin naar uitvinders in de echte wereld en bespreekt dit vervolgens.

## Computerspellen

### Wallace & Gromit in Project Zoo (2003)
Wallace & Gromit in Project Zoo is een computerspel van Frontier Developments voor PS2, Xbox, GameCube en Microsoft Windows.

### Wallace & Gromit: The Curse of the Were-Rabbit (2005)
Wallace & Gromit: The Curse of the Were-Rabbit is een computerspel ontwikkeld door Frontier Developments en het is het eerste en enige spel in deze serie dat uitgegeven is door Konami. Het verscheen voor PlayStation 2, Xbox en mobiel.

### Wallace & Gromit's Grand Adventures (2009)
Wallace & Gromit's Grand Adventures is een avonturenspel van Telltale Games. Het spel werd in vier episodes uitgebracht tussen maart en juli 2009. Er zijn releases beschikbaar voor de pc, Xbox Live Arcade en gedeeltelijk voor iPad. Een versie voor Macintosh is niet beschikbaar.
Alle episodes kunnen los van elkaar worden gespeeld en zijn ook apart te koop, ofschoon er min of meer een klein vervolgverhaal tussen de delen zit.

## Spin-off: Shaun het Schaap
In de kortfilm "A Close Shave" werd een nieuw personage geïntroduceerd genaamd Shaun het Schaap. Dit personage kreeg een eigen televisieserie en later een eigen langspeelfilm. Dit is dus een spin-off van de Wallace & Gromit-franchise. Deze spin-off bevat twee televisieseries en 2 langspeelfilms.

### Televisieseries

#### Shaun het Schaap (2007-2014)
Shaun the Sheep of Shaun het Schaap is een geanimeerde stop-motionkinderserie die begon in 2007. 
Eind 2008 won de aflevering Still Life een Internationale Emmy Award in de category “Children and Young People”. De afleveringen duren gemiddeld 7 minuten. Het telt 4 seizoenen met een totaal van 130 afleveringen.

#### Timmy Time (2009-2012)
In 2009 kreeg het personage Timmy het lam  uit de bovenstaande televisieserie Shaun een eigen televisieserie genaamd Timmy Time. Shaun het Schaap kreeg dus een eigen spin-off. De serie liep 3 seizoenen met 82 afleveringen in totaal. De afleveringen duren elk 10 minuten. De serie liep tot 2012.

### Langspeelfilms

#### Shaun the Sheep Movie (2015)
Shaun the Sheep Movie is een Brits-Franse animatiefilm uit 2015 geschreven en geregisseerd door Mark Burton en Richard Starzack. De film ging in wereldpremière op 24 januari op het Sundance Film Festival.

#### Het ruimteschaap (2019)
A Shaun the Sheep Movie: Farmageddon (Nederlands: Shaun het Schaap: Het ruimteschaap) is een Britse animatiefilm uit 2019.

### Computerspel: Shaun het Schaap (2008)
Shaun het Schaap is een computerspel uit 2008 voor de Nintendo DS.

## Nederland
In Nederland werd een aantal Wallace & Gromit-films in december 2004 door de VPRO uitgezonden, in het kinderprogramma Villa Achterwerk met Pieter Tiddens als Wallace.